# Завадский, Юрий Александрович
Ю́рий Алекса́ндрович Зава́дский (30 июня (12 июля) 1894, Москва — 5 апреля 1977 года, там же) — советский театральный режиссёр, актёр и педагог. Главный режиссёр Театра-студии Юрия Завадского (1924—1936), Центрального театра Красной Армии (1932—1935), Ростовского театра драмы имени М. Горького (1936—1940) и Театра имени Моссовета (1940—1977). Герой Социалистического Труда (1973), народный артист СССР (1948), лауреат двух Сталинских премий (1946, 1951) и Ленинской премии (1965). Кавалер четырёх орденов Ленина (1945, 1949, 1971, 1973).

## Биография
Юрий Завадский родился 30 июня (12 июля) 1894 года в Москве в дворянской семье чиновника Александра Францевича и несостоявшейся актрисы Евгении Иосифовны (в девичестве Михайловой). Многие члены семьи были связаны с искусством. Деда по отцовской линии — художника-живописца, наполовину поляка — сослали в Сибирь за участие в польском восстании 1863 года; дядя был пианистом и композитором, а самого отца благодаря выдающемуся голосу звали в солисты Большого театра, но он отказался. Дед по матери был крестьянином, специалистом по кружевам, переехавшим в Москву и женившимся на балерине. Обе тёти профессионально занимались музыкой; позднее мать вместе с сестрой Анной организовала популярный в среде интеллигенции любительский драмкружок, в котором, среди прочих, играл молодой Евгений Вахтангов.
В 1913 году по окончании Медведниковской гимназии Юрий поступил на юридический факультет Московского университета, который оставил в 1917 году не доучившись. Одновременно брал уроки в школе рисования и живописи Станислава Жуковского, а затем — в школе Петра Келина.
В 1915 году многолетний друг Завадского Павел Антокольский позвал его в студию Евгения Вахтангова (с 1920 года известную как 3-я студия МХАТ), где он работал до 1919 года: вначале художником, затем — актёром и режиссёром. В 1918 году Антокольский познакомил его с Мариной Цветаевой, безответно влюбившейся в него; к нему был обращён её цикл стихов «Комедьянт» и пьесы «Каменный ангел» и «Фортуна».
В 1920—1924 годах Завадский был актёром и режиссёром 3-й студии МХАТ, где сыграл Антония в спектакле «Чудо святого Антония» (1921) по пьесе Мориса Метерлинка, в котором выступил и как сценограф, и Калафа в «Принцессе Турандот» Карло Гоцци (1922). Как режиссёр дебютировал в 1924 году спектаклем «Женитьба». С 1922 года был членом художественного совета, избранного актёрами после смерти Вахтангова.
В 1924—1931 годах был актёром МХАТа (по словам Виталия Вульфа, числился актёром до 1936 года), где, в частности, сыграл Чацкого в «Горе от ума» и графа Альмавиву в «Безумном дне, или Женитьбе Фигаро».
В том же 1924 году создал собственную театральную студию, актёрами которой были его ученики Вера Марецкая, Ростислав Плятт, Николай Мордвинов, Павел Массальский и другие, руководил ею до 1936 года. Театр не имел здания и давал эксперимертальные представления в подвальных помещениях московских зданий.
По свидетельству ряда коллег, в 1920-е годы (по словам сына — в 1930 году) Завадский занимался в кружке антропософов, за что был арестован и месяц провёл в одиночке (по словам Виталия Вульфа — всего два дня); освободился только благодаря заступничеству Константина Станиславского.
В 1932—1935 годах возглавлял Центральный театр Красной Армии.

Памятная доска в Ростове-на-Дону

В 1936 году в ходе кампании по упразднению «чересчур ярких, неортодоксальных театров» и «переброске» их в другие города Завадский и его труппа были направлены в Ростов-на-Дону, где режиссёр возглавил Академический театр драмы имени М. Горького, который размещался в новом здании, построенном годом ранее.
В 1940 году вернулся в Москву и был назначен главным режиссёром Театра имени Моссовета и занимал этот пост до конца жизни. Среди наиболее значительных постановок — «Нашествие» Леонида Леонова (1943), «Петербургские сновидения» по роману Достоевского «Преступление и наказание» (1969), «Маскарад» Лермонтова (1-я редакция — в 1952 году, 2-я — в 1964).
Был известен своим новаторством: например, перед спектаклем «Виндзорские насмешницы» (1957) людей на входе встречали трубачи, а во время сцены ярмарки по зрительному залу расхаживали цыганки и фокусники. Организовывал спектакли-концерты, посвящённые выдающимся людям, в которых участвовала вся театральная труппа.
С 1940 года преподавал в ГИТИС, в 1947 году получил звание профессора. Член ВКП(б) с 1944 года.
Завадский не шёл на конфликт с актёрами и коллегами; напротив, он нередко использовал всё своё влияние для помощи тем, кто находился в опале. Единственной, с кем у него были натянутые отношения, являлась Фаина Раневская; в определённый момент она нахамила Завадскому и покинула театр. Но когда в 1963 году Раневская осталась без работы, Завадский сразу же позвал её обратно. Известен афоризм Раневской, посвящённый режиссёру: «Он родился не в рубашке, а в шубе».
Андрей Тарковский в 1972 году говорил, что: «При всех актёрских неровностях всё-таки лучшее, что я видел в театре за последнее время, — это „Петербургские сновидения“ у Завадского. Это эмоциональный спектакль, а мы забыли, что такое настоящее эмоциональное воздействие в искусстве».
На протяжении почти пятидесяти лет ведущей актрисой театров, возглавляемых им, оставалась его вторая жена Вера Петровна Марецкая, которую он не позволял критиковать и к мнению которой всячески прислушивался, за что её прозвали «хозяйка Театра имени Моссовета».
Был автором ряда статей и книг. О Завадском сняты телевизионные фильмы «Дома у Ю. А. Завадского», «Юрий Завадский — любимый и любящий». В 1971 году был снят документальный фильм «Юрий Завадский» (режиссёр Марина Голдовская).
Юрий Александрович Завадский скончался 5 апреля 1977 года в Москве на 83-м году жизни. Его предсмертным желанием было, чтобы никто не видел его мёртвым, поэтому в театре стояла урна с его прахом.

Могила на Ваганьковском кладбище. Скульптор памятника П. М. Шимес. 1984 г.

Похоронен 8 апреля 1977 года на Ваганьковском кладбище рядом с матерью (15 участок).

### Личная жизнь
Первая жена — Ирина Сергеевна Анисимова-Вульф (1907—1972), актриса, заслуженный деятель искусств РСФСР (1956).
В 1924 году женился на актрисе Вере Петровне Марецкой (1906—1978), народной артистке СССР (1949). От брака с ней родился сын Евгений Юрьевич Завадский (1926—2006), режиссёр.
В июле 1941 года женился на балерине Галине Сергеевне Улановой (1909—1998), народной артистке СССР (1951). Эвакуацию в Казахстане во время Великой Отечественной войны они провели вместе. Брак их фактически распался в конце 1940-х годов, хотя официально развод не был оформлен.

## Творчество

### Роли в театре
3-я студия МХАТ (1921-1922)
- 1921 — «Чудо святого Антония» М. Метерлинка, постановка Е. Б. Вахтангова — Антоний
- 1922 — «Принцесса Турандот» К. Гоцци, постановка Е. Б. Вахтангова — Калаф

МХАТ (1925-1930)
- 1925 — «Продавцы славы» М. Паньоля — граф де Льевиль
- 1925 — «Пугачёвщина» К. А. Тренёва — Державин
- 1925 — «Горе от ума» А. С. Грибоедова — Александр Андреевич Чацкий
- 1926 — «Николай 1-й декабристы» А. Р. Кугеля — Трубецкой
- 1927 — «Безумный день, или Женитьба Фигаро» П. О. Бомарше; постановка К. С. Станиславского — граф Альмавива
- 1927 — «Царь Фёдор Иоаннович» А. К. Толстого — патриарх
- 1928 — «Унтиловск» Л. М. Леонова — Гуга
- 1930 — «Три толстяка» по Ю. К. Олеше — гимнаст Тибул

### Режиссёрские работы
Студии Е. Вахтангова
- 1919 — «Обручение во сне» П. Г. Антокольский (по пьесе «Кот в сапогах») (сыграл роль Пьеро)

3-я студия МХАТ
- 1924 — «Женитьба» Н. В. Гоголя

Театр-студия Юрия Завадского
- 1927 — «Простая вещь» Б. А. Лавренёва (совм. с Н. П. Хмелёвым)
- 1928 — «Любовью не шутят» А. Мюссе
- 1932 — «Вольпоне» Б. Джонсона
- 1933 — «Ученик дьявола» Б. Шоу
- 1934 — «Волки и овцы» А. Н. Островского
- 1935 — «Ваграмова ночь» Л. Первомайского
- «Школа неплательщиков» Л. Вернея

Центральный театр Красной Армии
- 1932 — «Мстислав Удалой» И. Л. Прута
- 1934 — «Гибель эскадры» А. Е. Корнейчука

Ростовский академический театр драмы имени М. Горького
- 1936 — «Любовь Яровая» К. А. Тренёва
- 1937 — «Каменный гость» А. С. Пушкина
- 1937 — «Разбойники» Ф. Шиллера
- 1938 — «Укрощение строптивой» У. Шекспира
- 1939 — «Отелло» У. Шекспира
- «Враги» М. Горького
- «Мещане» М. Горького
- «Дни нашей жизни» Л. Н. Андреева
- «Человек с ружьём» Н. Ф. Погодина

Театр имени Моссовета
- 1940 — «Трактирщица» К. Гольдони
- 1941 — «Машенька» А. Н. Афиногенова
- 1941 — «Надежда Дурова» А. С. Кочеткова, К. А. Липскерова (совм. с Ю. А. Шмыткиным)
- 1942 — «Вечер памяти А. С. Пушкина»
- 1942 — «Накануне» А. Н. Афиногенова
- 1942 — «Олеко Дундич» А. Г. Ржешевского, М. А. Каца (совм. с С. А. Бенкендорфом и С. А. Марголиным)
- 1942 — «Русские люди» К. М. Симонова
- 1942 — «Фронт» А. Е. Корнейчука
- 1942 — «Забавный случай» К. Гольдони
- 1943 — «Нашествие» Л. М. Леонова (совм. с Б. В. Бибиковым и О. И. Пыжовой)
- 1944 — «Отелло» У. Шекспира (совм. с Ю. А. Шмыткиным)
- 1944 — «Встреча в темноте» Ф. Ф. Кнорре
- 1945 — «Чайка» А. П. Чехова
- 1946 — «Госпожа министерша» Б. Нушича (совм. с С. А. Бенкендорфом)
- 1946 — «Бранденбургские ворота» М. А. Светлова (совм. с М. П. Чистяковым)
- 1947 — «Русский вопрос» К. М. Симонова (совм. с И. С. Вульф)
- 1947 — «Жизнь в цвету» А. П. Довженко
- 1947 — «Мужество» Г. С. Берёзко (совместно с А. Л. Шапсом)
- 1948 — «Без вины виноватые» А. Н. Островского (совм. с М. П. Чистяковым)
- 1948 — «Московский характер» А. В. Софронова (совм. с Ю. А. Шмыткиным)
- 1948 — «Закон чести» А. П. Штейна
- 1949 — «Преступление директора Риггса» Э. Чодороффа (совм. с М. П. Чистяковым)
- 1950 — «Рассвет над Москвой» А. А. Сурова (совместно с А. Л. Шапсом)
- 1952 — «Маскарад» М. Ю. Лермонтова
- 1957 — «Виндзорские насмешницы» У. Шекспира
- 1957 — «Дали неоглядные» Н. Е. Вирты
- 1959 — «Битва в пути» Г. Е. Николаевой и Э. С. Радзинского
- 1960 — «Леший» А. П. Чехова
- 1960 — «Летом небо высокое» Н. Е. Вирты
- 1960 — «Вишнёвый сад» А. П. Чехова (Нью-Йорк)
- 1961 — «Антей» Н. Я. Зарудного
- 1963 — «Совесть» Д. Г. Павловой (совместно с А. Л. Шапсом)
- 1964 — «Маскарад» М. Ю. Лермонтова (2-я редакция)
- 1967 — «Шторм» В. Н. Билль-Белоцерковского
- 1969 — «Петербургские сновидения» по Ф. М. Достоевскому

### Фильмография

#### Роли
- 1924 — Аэлита — Гор, хранитель энергии Марса
- 1925 — Медвежья свадьба — Ольгерд Кейстут
- 1972 — Золото, золото — сердце народное (фильм-спектакль)

#### Режиссёр
- 1971 — Любимые страницы (фильм-спектакль) (совм. с И. А. Данкман и А. А. Шориным)
- 1972 — Шторм (фильм-спектакль)
- 1978 — День приезда — день отъезда (фильм-спектакль) (совм. с П. О. Хомским)

#### Участие в фильмах
- 1972 — Что вы знаете о Марецкой? (документальный)
- 1972 — Шторм (фильм-спектакль) — вступительное слово

#### Архивные кадры
- 1971 — Юрий Завадский (документальный)

## Награды и звания
- Герой Социалистического Труда (1973)
- Заслуженный артист РСФСР (1933)
- Народный артист РСФСР (1942)
- Народный артист Казахской ССР (1943)
- Народный артист СССР (1948)
- Ленинская премия (1965) — за постановку спектакля «Маскарад» М. Ю. Лермонтова
- Сталинская премия первой степени (1946) — за постановку спектаклей «Нашествие» Л. М. Леонова, «Отелло» У. Шекспира, «Встреча в темноте» Ф. Ф. Кнорре
- Сталинская премия второй степени (1951) — за постановку спектакля «Рассвет над Москвой» А. А. Сурова
- Четыре ордена Ленина (1945, 1949, 1971, 1973)
- Два ордена Трудового Красного Знамени (1947, 1964)
- Медаль «За доблестный труд в Великой Отечественной войне 1941—1945 гг.»
- Медаль «В память 800-летия Москвы».

## Адреса в Москве

### 1930-е
- Уланский переулок, дом 19;
- Мансуровский переулок, дом 3;

### 1940—1977
- Улица Горького, дом 15[14]

## Память

### Мемориальные доски
- Ростов-на-Дону; установлена на стене дома, где жил в 1936—1940 годах;
- Москва; в 1980 году установлена на стене дома 15 на Тверской улице, где жил с 1940 по 1977 год. Авторы скульптор М. Б. Романовская и архитектор И. М. Студеникин[14].

### Архив
Крупный фонд Ю. А. Завадского хранится в Российском государственном архиве литературы и искусства и насчитывает 2624 единицы хранения за 1863—1977 гг. Основу фонда составляют материалы режиссерской деятельности, заметки, рисунки (наброски эскизов декораций, мебели, грима и костюмов к театральным спектаклям, зарисовки типажей, мужских и женских фигур, пейзажей и др.— всего свыше 1300 изображений). Также здесь хранятся рукописи Завадского: статьи, заметки, интервью, переписки.

## Киновоплощения
- 2023 — «Раневская» (8 серий, реж. Д. Петрунь). В роли Завадского — Даниил Спиваковский[16].